# 遂宁南站
遂宁南站是位于四川省遂宁市的一座铁路车站，邮政编码629000。车站始建于2006年，有宁蓉铁路经过该站，站场及其上下行区间均已电气化。车站距离遂宁站9公里，隶属于国铁成都局集团，为四等站。车站现仅办货运业务，不办理客运业务。

## 概况

### 站场设施
车站站场呈西南—东北走向，站房设于线路右侧，并在站房处建有短站台1座。站场西侧设有设有中国西部现代物流港铁路专用线（威斯腾西部铁路物流园）的仓库与货场。车站共有7股道，其中2股为宁蓉线正线，在下行出站后转向西北直通新桥线路所；此外，自车站上行（南侧）咽喉另引出遂宁南联络线与遂宁南疏解线，外包于宁蓉正线两侧，在下行出站后下穿宁蓉线正线，向北连接遂宁站。
车站下行方向（站北）约4千米处设有远端道岔一组，原称遂宁南线路所，现已纳入遂宁南站控制。遂宁南疏解线在此与遂宁南联络线汇合，并以单线形式通往遂宁站。
经由宁蓉线运行的列车如需停靠遂宁站，将在遂宁南站转线，经由遂宁南联络线前往遂宁站；而不停靠遂宁站的列车将直接经宁蓉正线前往新桥线路所，绕过遂宁站。

### 历史
- 2006年4月1日，车站随遂渝铁路（线路今已并入宁蓉线）建成通车。
- 2012年12月31日，车站所在铁路复线通车。
- 2018年3月5日，中国西部现代物流港铁路专用线建成通车[2]。

### 周边
- 遂宁城南客运站（汽车站）
- 遂宁城南客运站（公交）